# جیمز کانلی (دونده)
جیمز کانلی (انگلیسی: James Connolly; ۴ ژانویهٔ ۱۹۰۰ – ۳۰ سپتامبر ۱۹۴۰) دونده دو نیمه‌استقامت اهل ایالات متحده آمریکا بود.